# Kalkaji Mandir

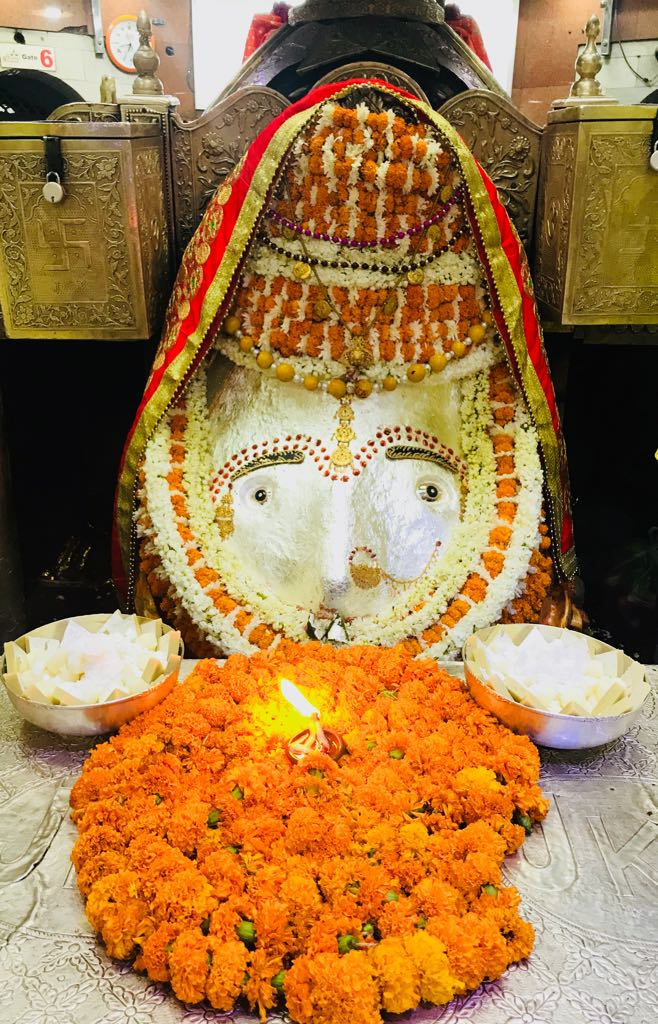
Ídolo de Kali en el templo Kalkaji.

Kalkaji Mandir, Kalka Mandir o Templo Kalkaji es un mandir o templo hinduista dedicado a la diosa Kalka (Kali). Se encuentra al sur de la Nueva Delhi, India, en el barrio Kalkaji. Los practicantes del hinduismo creen que la imagen de la diosa Kali que se encuentra aquí es automanifestada, es decir, creada por la propia diosa y que data de los tiempos del Satya Yuga cuando la diosa Kalika se encarnó y mató al demonio Raktabija a la par de otros rakshasas. Si bien la tradición religiosa le atribuye una antigüedad de tres mil años desde tiempos del Mahabharata, las partes más antiguas de templo datan del siglo XVIII, de tiempos del Imperio Maratha, la fecha más aceptada de erección de esa sección del tempo es 1764.
Originalmente, el templo era un cuarto de mampostería de doce puertas, cuyo centro era ocupado por la piedra en la que se venera la imagen de la diosa Kali rodeada de tres paredes de piedra arenisca roja y barandales de mármol de seis pies de alto. En el lado izquierdo cuenta con dos inscripciones, una en indi y a otra en persa que señalan la dedicación del tempo y los constructores: «Sri Dunga Singh para sawár - 1821 Fasli.» (Sri Durga montada en un león - 1821 Fasli). Posteriormente, en 1816, en tiempos del emperador mogol Akbar II, se realizaron mejoras al templo llevadas a cabo por el rajá Kerdanath, agregándose un domo piramidal y doce espacios exteriores.

## Barrio Kalkaji
Según censo de 2011, hay 862,861 habitantes en el tehsil de Kalkaji. Dicha población se encuentra al sureste distrito de Delhi. Conectada por dos estaciones de metro. El Kalkaji mandir comparte ubicación con el cercano Templo del Loto y el Templo del ISKON.